# Эксетерский фунт
Эксетерский фунт (£E) (англ. Exeter Pound) — региональная валюта, существовавшая в 2015—2018 годах в городе Эксетер, графство Девон Юго-Западной Англии, Великобритания.

## История
Начало действия валюты положено 1 сентября 2015 года, по предварительному уведомлению/ извещению от 29 июня 2018 года, действие валюты закрыто 30 сентября 2018 года.
Руководитель проекта Мартин Госс (Martyn Goss).
По состоянию на март 2017 года фиксируется 166 участников проекта, в 2015 году/ сентябрь их было 100 участников .

## Банкноты
Банкноты номиналом: 1, 5, 10, 20 фунтов.
Два коллекционных выпуска:
- 2015 год, Кубок мира по регби/ три матча в городе, 15 фунтов;
- 2016 год, специальный выпуск — 4.50 фунта, посвящен 450-летию (1566—2016) судоходного канала «Эксетер Шип» (Exeter Ship Canal)[5].